# Конфликт
Конфликт или сукоб је, у најужем схватању, увек сукоб различитих по смеру деловања, супротних мотива. То је резултат динамичких психичких збивања и зато изазива фрустрацију, посебно уколико су супротности веће а препреке за њихово испољавање теже. Савремена Левинова теорија конфликата сврстава их у три велике групе: конфликти двоструког привлачења, конфликти двоструког одбијања и конфликти истовременог привлачења и одбијања. У друштвеним односима, конфликт је стање, неслагања и инкомпатибилности између више људи (интерперсонални сукоб), група људи и нација (социјални конфликт). Конфликт међу појединцима или групама може водити физичком насиљу, а међу народима сукобима различитог интензитета.